# When the Clouds Roll By (film, 1968)
Pour les articles homonymes, voir When the Clouds Roll By.
Pour plus de détails, voir Fiche technique et Distribution.
When the Clouds Roll By (雲泥, Yún ní) est un film hongkongais réalisé par Doe Ching et sorti en 1968. 
Il s'agit du premier rôle principal pour l'actrice Ching Li, dont le père dans le film est interprété par son propre père Ching Miao.

## Synopsis
Xiong Su-su, une jeune héritière atteinte de troubles mentaux à la suite de la mort accidentelle de son fiancé, ci-devant pilote de ligne, est prise en charge par une équipe de jeunes professionnels de la santé.
Pendant ce temps, le Casanova's, un night-club huppé, ne désemplit pas grâce à la présence d'un orchestre de rock'n'roll énergique et d'une chanteuse interprétant une chanson à base de nuages.

## Fiche technique
- Titre original : When the Clouds Roll By
- Réalisation : Doe Ching
- Scénario : Doe Ching, d'après un roman de Kuo Chih Fen
- Photographie : Charles Tung
- Musique : Wang Foo-ling
- Société de production : Shaw Brothers
- Pays d'origine : Hong Kong
- Langue originale : mandarin
- Format : Couleurs - 2,35:1 - Mono - 35 mm
- Genre : drame psychiatrique
- Durée :  96 minutes
- Date de sortie : 23/10/1968

## Distribution
- Ching Li : mademoiselle Xiong Su-su
- Yang Fang : le docteur Li
- Pan Yantze : mademoiselle Qiu Bing-bing, une riche héritière fiancée au dr Li
- Huang Chuan-shun : le docteur Qiu, oncle de Su-su
- Chiao Chiao : une chanteuse de cabaret interprétant une chanson à base de nuages
- Chang Pei-shan : le dr Huang, un confrère du dr Li
- Ching Miao : monsieur Xiong, père de mademoiselle Su-su
- Ouyang Sha-fei : Madame Qiu
- Helen Ma : une secrétaire accorte vraisemblablement sensible aux charmes du dr Huang
- Tsang Choh-lam : le garçon d'un night-club dans lequel Su-su fait un esclandre